# Theodore Burr
Theodore Burr est un ingénieur civil américain né à Torrington (Connecticut) le 16 août 1771, et mort à Middletown le 22 novembre 1822 .
Il fait partie de la première génération de constructeurs de ponts en bois permettant de franchir des fleuves ou des rivières importantes aux États-Unis avec Timothy Palmer et Lewis Wernwag, ainsi que d'autres moins connus.

## Biographie
Theodore Burr est le fils de John Burr (1750-1816) et de Jael Markham (née en 1749). Il serait le cousin du vice-président des États-Unis Aaron Burr. Il s'est installé à Oxford, comté de Chenango, en 1793. Il a construit une minoterie, Fort Hill Mills, et un barrage pour lui fournir l'énergie deux ans plus tard. En 1800, il a construit son premier pont à poutres droites pour franchir la rivière Chenango, à Oxford.
Il construit un pont à péage de quatre travées sur l'Hudson à Waterford (New York) en 1804 qui a été détruit par un incendie en 1909,.
Theodore Burr a construit plusieurs ponts franchissant l'Hudson et la rivière Mohawk avec des conceptions variées, mais aucun n'est plus important que le pont de Trenton sur le fleuve Delaware de 307,3 m de long et comprenant 5 travées. Les travaux ont commencé en mai 1804 et le pont a été mis en service en février 1806 et l'est resté jusqu'en 1875. Il a coûté 180 000 $,,.
En 1811 les représentants de la Pennsylvanie donnent leur accord pour la construction de cinq ponts sur la Susquehanna, à Nescopeck Falls (Berwick), Northumberland, Harrisburg, Columbia dans le comté de Lancaster et à McCalls Ferry. Le pont de McCalls Ferry, McCalls Ferry Bridge, relie Martic Township, dans le comté de Lancaster, à Lower Chanceford Township, McCalls Ferry, dans le comté d'York. Ce pont comprend deux travées inégales. La plus grande travée a une portée de 110 m et l'autre travée a une longueur de 49 ou 59 m. Ce pont est construit à partir de 1814. Pendant la construction de la grande travée, en décembre 1814, la glace a attaqué l'étaiement sans faire céder la travée qu'il portait comme l'a écrit Theodore Burr. Le pont est mis en service en 18 novembre 1817. La glace a fait s'effondrer le pont le 3 mars 1818. Il n'a été remplacé par le Norman Wood Bridge, à Holtwood, qu'en 1968,.
Les représentants du Maryland autorisent la construction d'un pont à péage sur la Susquehanna au nord de Port Deposit, près de Rock Run, dans le comté de Harford Maryland, au sud de Lancaster. Le pont a été appelé Rock Run Bridge. Il passait par les îles de Steel, Roberts et de Wood. La construction a commencé en 1815 et a duré deux ans. Le pont comprenait 18 travées de 61 m (200 pieds) construites en poutres treillis avec arche de type Burr. Huit travées sont construites à partir de la rive ouest jusqu'à la première île, deux autres jusqu'à la deuxième île, et huit autres pour atteindre l'autre rive. La longueur totale du pont était de 1 271 m (4170 pieds). Un feu a détruit une grande partie du pont le 1er janvier 1823. Il a été reconstruit et a pu être remis en service en 1828 ou 1830 et l'est resté jusqu'en 1854. Une partie a été détruite par une crue de printemps en 1857.

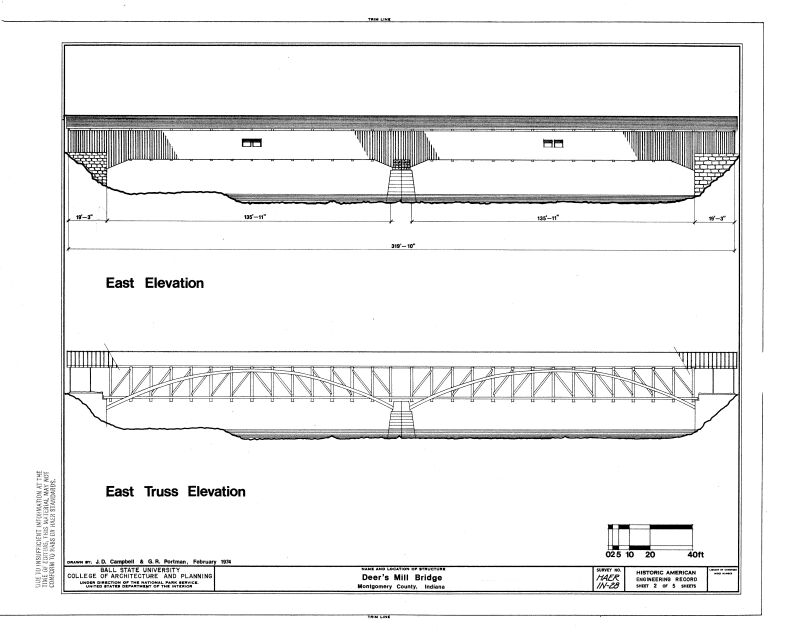
Pont couvert de Deer's Mill
Exemple d'un pont de type Burr

Pine Grove Bridge (1884)
Exemple d'un pont de type Burr

## Brevets
Il a obtenu deux brevets pour la poutre treillis avec une arche dans la hauteur de la poutre, la poutre Burr. Les originaux de ces brevets ont disparu dans l'incendie du bâtiment du Patent Office, le 15 décembre 1836 :
- brevet X662, obtenu le 14 février 1806,
- brevet X2769, obtenu le 4 avril 1817[11],[12].